# Primeira Divisão Russa 2018-2019
A Russian Football National League de 2018-19 (em russo: "Первенство Футбольной Национальной Лиги") (também conhecida apenas como FNL) é a 27ª edição da segunda divisão do futebol russo.
A competição se iniciou no dia 17/07/2018 e tem término previsto para o dia 25/05/2019. São 20 equipes participando do campeonato.
As equipes que terminarem o campeonato nas 1° e 2° posição conquistam a promoção direta a Primeira Liga Russa enquanto as que ficarem em 3° e 4°disputam um play off contra as equipes que ficarem em 13° e 14° lugar na Primeira Liga Russa, as ultimas cinco equipes são rebaixadas para a Segunda Divisão Russa (terceira divisão nacional).
É a primeira vez na história da FNL em que as cinco piores equipes da temporada anterior (2017/2018) continuam no campeonato e disputam a edição 2018/2019 normalmente.

## Mudanças de Times
| Pos | Promovidos à Primeira Liga (Primeira Divisão Russa) |
| --- | --------------------------------------------------- |
| 1º  | Orenburg                                            |
| 2º  | Krylya Sovetov                                      |
| 3°  | Yenisey                                             |

| Pos | Promovidos à PFL (Segunda Divisão Russa) |
| --- | ---------------------------------------- |
| 1º  | Armavir                                  |
| 1º  | Mordovia Saransk                         |
| 1º  | Chertanovo M.                            |

| Campeonato       | Clubes que tiveram a licença negada pela Federação Russa |
| ---------------- | -------------------------------------------------------- |
| Primeira Divisão | Amkar¹                                                   |
| Primeira Divisão | Tosno¹                                                   |
| Segunda Divisão  | Kuban Krasnodar²                                         |
| Segunda Divisão  | Volgar-Gazprom²                                          |
| Terceira Divisão | Ararat Moscow³                                           |
| Terceira Divisão | Sakhalin³                                                |

Notas:
1. Amkar e Tosno jogaram na Primeira Divisão Russa de 2017/18 e terminaram na 13ª e 15ª posição, respectivamente. Ambos tiveram suas licenças negadas e não poderão participar da Segunda Divisão Russa 2018/19.[1]
2. Kuban Krasnodar e Volgar-Gazprom terminaram na 9ª e 10ª posição da Segunda Divisão 2017/18. Haviam conquistado o direito de permanecer nessa divisão, mas a Federação Russa negou a licença de ambos que não poderão disputar a temporada 2018/19.[2]
3. Ararat Moscow e Sakhalin foram os vencedores das suas respectivas terceiras divisões: PFL Centro e PFL Leste. Ambos conquistaram o direito de subir para a Segunda Divisão Russa, mas ambos foram impedidos ao terem suas licenças negadas pela Federação.
4. As cinco equipes que terminaram a FNL 2017/18 na zona de rebaixamento (Zenit 2; R. Volgograd; Luch Energiya; Tyumen; F. Voronezh) não foram rebaixadas e tiveram suas licenças concedidas. Sendo assim, as cinco disputarão a FNL 2018/19.

## Times
| Time            | Cidade          | Estádio                   | Capacidade |
| --------------- | --------------- | ------------------------- | ---------- |
| Armavir         | Armavir         | Estádio Yunost            | 3.400      |
| Baltika         | Kaliningrado    | Arena Baltika             | 35.212     |
| Chertanovo M.   | Moscou          | Arena Chertanovo          | 500        |
| Sochi           | Sochi           | Estádio Olímpico de Fisht | 41.000     |
| F. Voronezh     | Voronezh        | Tsentralnyi Profsoyuz     | 32.750     |
| FC Tambov       | Tambov          | Estádio Spartak           | 5.000      |
| Khimki          | Khimki          | Estádio Rodina            | 5.083      |
| Kursk           | Kursk           | Estádio Trudovye Rezervy  | 11.329     |
| Luch Energiya   | Vladivostok     | Estádio Dynamo            | 10.200     |
| M. Saransk      | Saransk         | Arena Mordovia            | 44.442     |
| Nizhny-Novgorod | Nizhny-Novgorod | Estádio Nizhny Novgorod   | 44.899     |
| R. Volgograd    | Volgogrado      | Arena Volgogrado          | 45.568     |
| Krasnodar 2     | Krasnodar       | Estádio da Academia       | 3.500      |
| Sibir           | Novosibirsk     | Estádio Spartak           | 12.500     |
| SKA Khabarovsk  | Khabarovsk      | Estádio Lenin             | 15.200     |
| Sp. Moscow 2    | Moscou          | Academia de Spartak       | 2.700      |
| Tomsk           | Tomsk           | Estádio Trud              | 10.028     |
| Tyumen          | Tyumen          | Estádio Geolog            | 13.057     |
| Yaroslavl       | Yaroslavl       | Estádio Shinnik           | 22.990     |
| Zenit 2         | São Petersburgo | Estádio Petrovsky         | 2.809      |

## Classificação
Atualizado em 25 de junho de 2019
| Pos | Equipes           | Pts | J  | V  | E  | D  | Classificação ou rebaixamento         |
| --- | ----------------- | --- | -- | -- | -- | -- | ------------------------------------- |
| 1   | FC Tambov         | 73  | 38 | 21 | 10 | 7  | Promoção à Primeira Liga de 2019–20   |
| 2   | PFC Sochz         | 69  | 38 | 19 | 12 | 7  | Promoção à Primeira Liga de 2019–20   |
| 3   | Tom FK            | 64  | 38 | 17 | 13 | 8  | Play-off de Promoção                  |
| 4   | Nizhny Novgorod   | 62  | 38 | 18 | 8  | 12 | Play-off de Promoção                  |
| 5   | Chertanovo Moscow | 61  | 38 | 17 | 10 | 11 |                                       |
| 6   | Shinnik           | 60  | 38 | 16 | 12 | 10 |                                       |
| 7   | SKA - Energiya    | 58  | 38 | 15 | 13 | 10 |                                       |
| 8   | Avangard          | 56  | 38 | 16 | 8  | 14 |                                       |
| 9   | Khimki            | 53  | 38 | 14 | 11 | 13 |                                       |
| 10  | Krasnodar         | 51  | 38 | 12 | 15 | 11 |                                       |
| 11  | Rotor             | 50  | 38 | 12 | 14 | 12 |                                       |
| 12  | Mordovia          | 47  | 38 | 12 | 11 | 15 |                                       |
| 13  | Luch-Energiya     | 47  | 38 | 12 | 17 | 11 |                                       |
| 14  | Spartak           | 46  | 38 | 12 | 10 | 16 |                                       |
| 15  | Torpedo           | 44  | 38 | 10 | 14 | 14 |                                       |
| 16  | Baltika           | 42  | 38 | 10 | 12 | 16 | Zona de rebaixamento à PFL de 2019–20 |
| 17  | Fakel             | 41  | 38 | 9  | 14 | 15 | Zona de rebaixamento à PFL de 2019–20 |
| 18  | Sibir             | 37  | 38 | 8  | 13 | 17 | Zona de rebaixamento à PFL de 2019–20 |
| 19  | Zenit 2           | 28  | 38 | 7  | 7  | 24 | Zona de rebaixamento à PFL de 2019–20 |
| 20  | Tyumen            | 25  | 38 | 6  | 16 | 17 | Zona de rebaixamento à PFL de 2019–20 |

## Play-offs de Promoção

### Jogos de ida
|  |  |  |  |  |
|  |  |  |  |  |

|  |  |  |  |  |
|  |  |  |  |  |

### Jogos de volta
|  |  |  |  |  |
|  |  |  |  |  |

|  |  |  |  |  |
|  |  |  |  |  |